# والي ووكر
والي ووكر (بالإنجليزية: Wally Walker)‏ مواليد 18 يوليو 1954 في بنسيلفانيا، هو لاعب كرة سلة أمريكي سابق. بدأ مسيرته الاحترافية في سنة 1976. تم اختياره من قبل فريق بورتلاند ترايل بلايزرز خلال الدرافت. يحمل الرقم 42. يبلغ طوله 6 قدم 7 بوصة (2.0 م). اعتزل اللعب في 1985. أحرز خلال مسيرته في الإن بي إيه 3968 نقطة بمعدل 7.0 نقاط في المباراة الواحدة.

## المسيرة الاحترافية
لعب مع بورتلاند ترايل بلايزرز من سنة 1976 إلى 1978، ثم لعب مع سياتل سوبرسونيكس من سنة 1977 إلى 1982، ثم لعب مع هيوستن روكتس من سنة 1982 إلى 1984، ثم لعب مع أولمبيا ميلانو في الدوري الإيطالي في موسم 1984–1985.

## روابط خارجية
- والي ووكر على موقع إن بي أي (الإنجليزية)
- والي ووكر على موقع سبورتس رفرنس (الإنجليزية)
- والي ووكر على موقع كلية كرة السلة في سبورتس رفرنس.كوم (الإنجليزية)
- والي ووكر على موقع ريلجم (الإنجليزية)
- والي ووكر على موقع بروبوليرز (الإنجليزية)